# Aimé Luquet
Pour les articles homonymes, voir Luquet (homonymie).
Aimé Luquet, né le 26 septembre 1885 à Amou (Landes) et mort le 20 août 1978 à Montpellier, est un botaniste français, cofondateur en 1930 de la Station internationale de géobotanique méditerranéenne et alpine de Montpellier.

## Biographie
En 1926, il présente une thèse de doctorat ès sciences biologique à la faculté des sciences de Paris sur « la géographie botanique de l'Auvergne : Les associations végétales du massif des Monts-Dore ».
En 1938, il est professeur au Lycée de Montpellier.

## Ses publications
- Le Pin sylvestre et l'épicéa dans le massif des Monts Dore, Clermont-Ferrand, Impr. G. Mont-Louis, 1925, 15p.
- Compte rendu de l'excursion faite en Limagne le 25 juillet 1924, dans Études phytosociologiques en Auvergne, rapport sur une excursion inter-universitaire, Arvernia , 1926, t.2, p. 3–13.
- La géologie des Monts-Dores : Ses rapports avec la végétation, Impr. G. Mont-Louis, 1926, 20 p.
- Essai sur la géographie botanique de l'Auvergne : Les associations végétales du massif des Monts-Dore, thèse de doctorat d’État de l'Université de Paris, 1926, Saint Dizier, André Brulliard & Paris, Presses Universitaires France, 263 p.
- Esquisse phytogéographique du Massif des Monts-Dores, Université de Grenoble, Institut de géographie alpine, 1926, 63 p.
- Recherches sur la structure anatomique des espèces xérophiles de la Limagne, 1928, 14 p.
- Études phytogéographiques sur la chaîne jurassienne : Recherches sur les associations végétales du Mont-Tendre, avec Stéphane Aubert, Revue de géographie alpine, 1930, vol.18, no 18-3, p. 491–536
- Notice sur les travaux scientifiques, C. Déhan, 1937, 82 p.
- Recherches sur la géographie botanique du Massif Central : Les colonies xérothermiques de l'Auvergne [3], avec préface de Henri Jean Humbert, Aurillac, Imprimerie moderne, 1937, in-8°, 328 p., 16 pl. & 2 fig. (puis réédition Paris, éd. Paul Lechevalier).